# Pablo Honey
Albums de Radiohead
Live at the Astoria
(1994)
Pablo Honey est le premier album du groupe Radiohead, sorti en 1993. Le single Creep, extrait de cet album, est la première chanson qui ait fait connaître Radiohead sur le plan international. En 1995, ce single est utilisé dans la bande originale du film Cyclo de Trần Anh Hùng. La chanson a été classée 23e meilleure chanson britannique de tous les temps par XFM en 2010.
L'édition japonaise comprend trois chansons supplémentaires, dont le single Pop Is Dead.
Premier album du groupe, Pablo Honey présente un son rock alternatif et grunge rappelant d'autres groupes de ces mouvances et de cette époque et/ou cités comme influence, tels que les Pixies, R.E.M., ou U2. Le groupe s'en éloignera progressivement au fil du temps.

## Liste des titres
1. You
2. Creep
3. How Do You?
4. Stop Whispering
5. Thinking About You
6. Anyone Can Play Guitar
7. Ripcord
8. Vegetable
9. Prove Yourself
10. I Can't
11. Lurgee
12. Blow Out

La version japonaise comprend trois titres supplémentaires :
1. Pop Is Dead
2. Inside My Head
3. Million Dollar Question (Acoustic Computer)

### Disque bonus de l'édition collector de 2009
Contient l'EP Drill (titres 1 à 4) 
1. Prove Yourself (Demo)
2. Stupid Car (Demo)
3. You (Demo)
4. Thinking About You (Demo)
5. Inside My Head
6. Million Dollar Question
7. Yes I Am
8. Blow Out (Remix)
9. Inside My Head (Live)
10. Creep (Acoustic)
11. Vegetable (Live)
12. Killer Cars (Live)
13. Faithless The Wonder Boy
14. Coke Babies
15. Pop Is Dead
16. Banana Co (Acoustic)
17. Ripcord (Live)
18. Stop Whispering (US Version)
19. Prove Yourself (BBC Radio 1 Evening Session 1992)
20. Creep (BBC Radio 1 Evening Session 1992)
21. I Can't (BBC Radio 1 Evening Session 1992)
22. Nothing Touches Me (BBC Radio 1 Evening Session 1992)

### DVD de l'édition collector de 2009
1. Creep video clip
2. Anyone Can Play Guitar video clip
3. Pop Is Dead video clip
4. Stop Whispering (US Version) video clip
5. Creep (Live On Top Of The Pops)
6. You (Live at the Astoria London May 1994)
7. Ripcord (Live at the Astoria London May 1994)
8. Creep (Live at the Astoria London May 1994)
9. Prove Yourself (Live at the Astoria London May 1994)
10. Vegetable (Live at the Astoria London May 1994)
11. Stop Whispering (Live at the Astoria London May 1994)
12. Anyone Can Play Guitar (Live at the Astoria London May 1994)
13. Pop Is Dead (Live at the Astoria London May 1994)
14. Blow Out (Live at the Astoria London May 1994)

## Singles
- Anyone Can Play Guitar
- Pop Is Dead
- Stop Whispering (sorti aux États-Unis uniquement)

## Reprises
- Korn reprend Creep en 2007 sur leur album Unplugged
- Creep a également été reprise par la chorale Scala & Kolacny Brothers